# Distretti non metropolitani
Il distretto non-metropolitano (spesso chiamato soltanto "distretto" o "distretti extra-urbani", in inglese shire districts) è l'ente locale di base della struttura amministrativa dell'Inghilterra. La caratteristica dei distretti non-metropolitani è quella di essere inclusi in una contea amministrativa che esercita su di essi i poteri provinciali. I distretti non-metropolitani assolvono alle funzioni che nell'Europa continentale sono proprie dei municipi ma, a differenza di questi, sono considerevolmente più estesi, essendosi evoluti dalle pievi e non dalle parrocchie.

## Organizzazione

I distretti non-metropolitani sono suddivisioni delle contee non-metropolitane, a cui sono subordinati e con le quali formano un doppio livello di governo. Le contee shire hanno un consiglio di contea e anche i vari distretti con un loro consiglio. Le funzioni dei governi locali sono spartite tra i consigli di contea e di distretto, fino al livello al quale esse possano essere espletate efficientemente:
- i Consigli di distretto sono responsabili della pianificazione territoriale ed il controllo edilizio, la manutenzione stradale locale, l'ambiente, il mercato locale, la raccolta dei rifiuti, cimiteri e crematori, servizi ludici, parchi, e turismo;

- i Consigli di contea sono responsabili dei servizi locali più costosi come l'educazione, i servizi sociali, biblioteche, strade principali, trasporto pubblico, polizia, vigili del fuoco, difesa dei consumatori, discariche e pianificazione territoriale strategica.

Molti distretti contengono a loro volte una suddivisione in parrocchie civili. Ciò non inficia tuttavia il carattere basilare dei distretti, dato che le parrocchie non hanno alcun potere garantito dalla legge, ma possono assumere solo gli eventuali limitati poteri che gli dovessero venire affidati da ogni singolo distretto. È anche possibile che nello stesso distretto ci siano parrocchie con consigli effettivi, mentre altre parrocchie hanno funzioni puramente consultive.

## Status
Molti distretti hanno lo status di borough o "borgo", il che significa che il consiglio locale è chiamato Borough Council o "Consiglio del borgo", invece di District Council o "Consiglio di distretto", dandogli il diritto di nominare un Mayor o sindaco. Alcuni distretti, come Oxford o Exeter, hanno lo status di city o città, anche se questo non dà alcun potere in più ai consigli locali oltre che il titolo di City Council o "Consiglio cittadino". Non vale il discorso inverso: non tutti i consigli di borgo o di città, infatti, sono distretti non-metropolitani.

## Storia

### Inghilterra
Dal 1899 l'Inghilterra è stata divisa in distretti rurali, urbani, municipali, di contea e metropolitani. Questo sistema è stato abolito dall'Local Government Act 1972.
I distretti non-metropolitani sono stati creati da questa legge nel 1974, quando l'Inghilterra al di fuori della Grande Londra fu divisa in contee metropolitane e non-metropolitane. Quelle metropolitane furono suddivise in borghi metropolitani, mentre quelle non-metropolitane furono suddivise in distretti non-metropolitani. I borghi metropolitani avevano più potere rispetto alle loro controparti non-metropolitane.
Inizialmente esistevano 296 distretti non-metropolitani, ma una legge degli anni novanta stabilì che molti grandi distretti diventassero unitary authorities (o "autorità unitarie"), le quali combinano le funzioni delle contee e dei distretti. Attualmente esistono 284 distretti non-metropolitani, contando anche quelli che sono autorità unitarie, più l'Isola di Wight.

### Scozia e Galles
In Galles è esistito tra il 1974 e il 1996 un sistema di governo locale a doppio livello praticamente identico a quello inglese (vedi Suddivisioni del Galles). Nel 1996 questo sistema è stato abolito e rimpiazzato interamente da autorità unitarie, con un sistema di governo locale ad un livello, responsabile per tutti i servizi locali. Dato che le aree del Galles e dell'Inghilterra sono state separate per legge, e che non ci sono aree metropolitane gallesi, il termine distretto non-metropolitano non viene applicato nel Galles.
Un sistema simile esisteva in Scozia, che, divisa in regioni e distretti nel 1975, dal 1996 segue un sistema interamente unitario.

## Elenco delle contee e dei distretti
Quello che segue è un elenco delle contee shire e dei loro distretti shire, ovvero dei distretti non-metropolitani. Alcune contee contengono autorità unitarie escluse dalla lista, come la contea Berkshire senza un consiglio di contea, e le contee Herefordshire, Isola di Wight e Rutland che non hanno distretto.
Per una lista completa dei distretti di tutti i tipi incluso le autorità unitarie, distretti metropolitani e borghi di Londra, vedasi la voce "Distretti d'Inghilterra".
| Contea           | Distretti (escluse le Autorità Unitarie) |
| ---------------- | --- |
| Bedfordshire     | Bedford - Mid Bedfordshire - South Bedfordshire |
| Bristol          | Bristol |
| Buckinghamshire  | South Bucks - Chiltern - Wycombe - Aylesbury Vale |
| Cambridgeshire   | Cambridge - South Cambridgeshire - Huntingdonshire - Fenland - East Cambridgeshire                                                                       |
| Cheshire         | Ellesmere Port and Neston - Chester - Crewe and Nantwich - Congleton - Macclesfield - Vale Royal                                                         |
| Cornovaglia      | Penwith - Kerrier - Carrick - Restormel - Caradon - North Cornwall                                                                                       |
| Cumbria          | Barrow-in-Furness - South Lakeland - Copeland - Allerdale - Eden - Carlisle                                                                              |
| Derbyshire       | High Peak - Derbyshire Dales - South Derbyshire - Erewash - Amber Valley - North East Derbyshire - Chesterfield - Bolsover                               |
| Devon            | Exeter - East Devon - Mid Devon - North Devon - Torridge - West Devon - South Hams - Teignbridge                                                         |
| Dorset           | Weymouth and Portland - West Dorset - North Dorset - Purbeck - East Dorset - Christchurch                                                                |
| Durham           | Durham - Easington - Sedgefield - Teesdale - Wear Valley - Derwentside - Chester-le-Street                                                               |
| East Sussex      | Hastings - Rother - Wealden - Eastbourne - Lewes |
| Essex            | Harlow - Epping Forest - Brentwood - Basildon - Castle Point - Rochford - Maldon - Chelmsford - Uttlesford - Braintree - Colchester - Tendring           |
| Gloucestershire  | Gloucester - Tewkesbury - Cheltenham - Cotswold - Stroud - Forest of Dean                                                                                |
| Hampshire        | Gosport - Fareham - Winchester - Havant - East Hampshire - Hart - Rushmoor - Basingstoke and Deane - Test Valley - Eastleigh - New Forest                |
| Hertfordshire    | Three Rivers - Watford - Hertsmere - Welwyn Hatfield - Broxbourne - East Hertfordshire - Stevenage - North Hertfordshire - St Albans - Dacorum           |
| Kent             | Dartford - Gravesham - Sevenoaks - Tonbridge and Malling - Tunbridge Wells - Maidstone - Swale - Ashford - Shepway - City of Canterbury - Dover - Thanet |
| Lancashire       | West Lancashire - Chorley - South Ribble - Fylde - Preston - Wyre - Lancaster - Ribble Valley - Pendle - Burnley - Rossendale - Hyndburn                 |
| Leicestershire   | Charnwood - Melton - Harborough - Oadby and Wigston - Blaby - Hinckley and Bosworth - North West Leicestershire                                          |
| Lincolnshire     | Lincoln - North Kesteven - South Kesteven - South Holland - Boston - East Lindsey - West Lindsey                                                         |
| Norfolk          | Norwich - South Norfolk - Great Yarmouth - Broadland - North Norfolk - King's Lynn and West Norfolk - Breckland                                          |
| Northamptonshire | South Northamptonshire - Northampton - Daventry - Wellingborough - Kettering - Corby - East Northamptonshire                                             |
| Northumberland   | Blyth Valley - Wansbeck - Castle Morpeth - Tynedale - Alnwick - Berwick-upon-Tweed                                                                       |
| North Yorkshire  | Selby - Harrogate - Craven - Richmondshire - Hambleton - Ryedale - Scarborough                                                                           |
| Nottinghamshire  | Rushcliffe - Broxtowe - Ashfield - Gedling - Newark and Sherwood - Mansfield - Bassetlaw                                                                 |
| Oxfordshire      | Oxford - Cherwell - South Oxfordshire - Vale of White Horse - West Oxfordshire                                                                           |
| Shropshire       | North Shropshire - Bridgnorth - Shrewsbury and Atcham - South Shropshire - Bridgnorth                                                                    |
| Somerset         | South Somerset - Taunton Deane - West Somerset - Sedgemoor - Mendip                                                                                      |
| Staffordshire    | Tamworth - Lichfield - Cannock Chase - South Staffordshire - Stafford - Newcastle-under-Lyme - Staffordshire Moorlands - East Staffordshire              |
| Suffolk          | Ipswich - Suffolk Coastal - Waveney - Mid Suffolk - Babergh - St Edmundsbury - Forest Heath                                                              |
| Surrey           | Spelthorne - Runnymede - Surrey Heath - Woking - Elmbridge - Guildford - Waverley - Mole Valley - Epsom and Ewell - Reigate and Banstead - Tandridge     |
| Warwickshire     | North Warwickshire - Nuneaton and Bedworth - Rugby - Stratford-on-Avon - Warwick                                                                         |
| West Sussex      | Worthing - Arun - Chichester - Horsham - Crawley - Mid Sussex - Adur                                                                                     |
| Wiltshire        | Salisbury - West Wiltshire - Kennet - North Wiltshire |
| Worcestershire   | Worcester - Malvern Hills - Wyre Forest - Bromsgrove - Redditch - Wychavon                                                                               |